# أندرو جوزيف مكدونالد
أندرو جوزيف مكدونالد (بالإنجليزية: Andrew Joseph McDonald)‏ هو كاهن كاثوليكي أمريكي، ولد في 24 أكتوبر 1923 في سافانا في الولايات المتحدة، وتوفي في 1 أبريل 2014 في بلاتين في الولايات المتحدة.